# The Gift (The Twilight Zone)
"The Gift" is een aflevering van de Amerikaanse televisieserie The Twilight Zone.

## Plot

### Opening
The place is Mexico, just across the Texas border, a mountain village held back in time by its remoteness and suddenly intruded upon by the twentieth century. And this is Pedro, nine years old, a lonely, rootless little boy, who will soon make the acquaintance of a traveller from a distant place. We are at present forty miles from the Rio Grande, but any place and all places can be--the Twilight Zone.
— Rod Serling

### Verhaal
Een humanoïde alien stort met zijn schip neer vlak bij ene bergdorpje op de grens van Texas en Mexico. De crash wordt onderzocht door twee politieagenten. De alien doodt per ongeluk een van de agenten en wordt door de andere neergeschoten.
De alien wordt naar het dorpje gebracht, alwaar de sympathieke dokter hem behandelt aan zijn verwondingen. Na te zijn bijgekomen stelt de alien zich voor als "Mr. Williams". Hij wordt al snel vrienden met Pedro, een weesjongen die in de bar werkt. Hij geeft Pedro een geschenk waarvan hij later uit zal leggen wat het precies is.
Ondertussen vertelt de barman het leger over wat er gaande is in het dorp. Die zien Williams als een bedreiging en geven het bevel hem te doden. Williams probeert te ontsnappen, maar de soldaten sluiten hem in. Hij probeert Pedro het geschenk te laten onthullen, maar voor Pedro iets kan doen wordt William van hem gescheiden en doodgeschoten. Het geschenk wordt in brand gestoken omdat men denkt dat het een wapen is.
De dokter vindt later tussen de restanten van het geschenk een bericht. Uit het bericht is af te leiden dat William en zijn ras geen kwade bedoelingen hadden. Het geschenk was een medicijn tegen alle vormen van kanker. Van dit medicijn is nu niets meer over. De dokter verzucht dat ze niet alleen een man hebben gedood, maar ook een droom.

### Slot
Madiero, Mexico, the present. The subject: fear. The cure: a little more faith. An Rx off a shelf--in the Twilight Zone.
— Rod Serling

## Rolverdeling
- Williams: Geoffrey Horne
- Dokter: Nico Minardos
- Pedro: Edmund Vargas
- Manuelo: Cliff Osmond
- Officer: Paul Mazursky
- Gitarist: Vladimir Sokoloff
- Rudolpho: Vito Scotti
- Vrouw nr. 1: Carmen D'Antonio
- Sanchez: Henry Corden
- Vrouw nr. 2: Lea Marmer
- Man nr. 1: Joe Perry
- Man nr. 2: David Fresco

## Trivia
- Deze aflevering staat op volume 38 van de dvd-reeks.